# Ewaldus Martinus Sedu

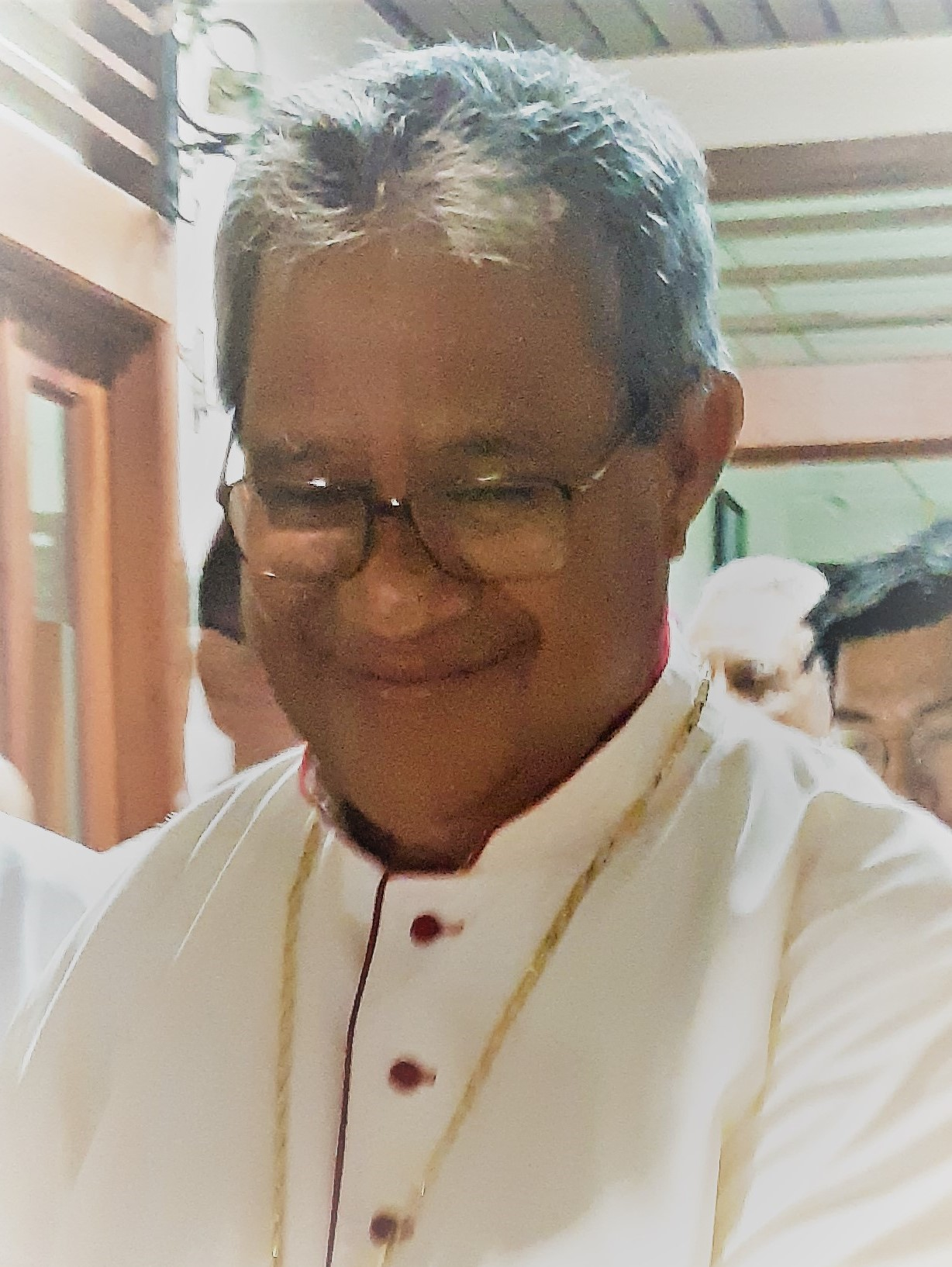
Ewaldus Martinus Sedu (2018)

Ewaldus Martinus Sedu (* 30. Juli 1963 in Bajawa, Indonesien) ist ein indonesischer Geistlicher und römisch-katholischer Bischof von Maumere.

## Leben
Nach dem Besuch des Kleinen Seminars in Mataloko studierte Ewaldus Martinus Sedu Philosophie und Katholische Theologie am Priesterseminar in Ritapiret. Er empfing am 7. Juli 1991 das Sakrament der Priesterweihe für das Erzbistum Ende.
Von 1991 bis 1993 war Sedu Pfarrvikar in Maumere. Anschließend war er bis 1995 Pfarrer in Wolofeo, bevor er Pfarrer in Maumere und Verantwortlicher für die Katechese wurde. Von 1997 bis 2001 studierte Ewaldus Martinus Sedu an der Päpstlichen Universität der Salesianer in Rom, wo er ein Lizenziat im Fach Pädagogik erwarb. 2001 wurde Sedu Dozent und Ausbilder am Priesterseminar in Ritapiret. Am 14. Dezember 2005 wurde er in den Klerus des neu errichteten Bistums Maumere inkardiniert. Von 2010 bis 2015 war Ewaldus Martinus Sedu Regens des Priesterseminars in Ritapiret, bevor er zum Generalvikar des Bistums Maumere bestellt wurde.
Am 14. Juli 2018 ernannte ihn Papst Franziskus zum Bischof von Maumere. Der emeritierte Bischof von Maumere, Girulfus Kherubim Pareira SVD, spendete ihm am 26. September desselben Jahres die Bischofsweihe; Mitkonsekratoren waren der Erzbischof von Ende, Vincentius Sensi Potokota, und der Bischof von Larantuka, Franciscus Kopong Kung.